# Charles-Marc Secretan
Pour les articles homonymes, voir Secrétan.
Ne doit pas être confondu avec Charles Secrétan ou Marc Secrétan.
Charles-Marc Secretan, né le 9 octobre 1773 à Ecublens (Vaud) et mort le 20 décembre 1842 à Lausanne, est un notaire et une personnalité politique suisse.

## Biographie
De confession protestante, originaire de Lausanne, Charles-Marc Secretan est le fils de Jean-Gabriel Secretan, notaire et châtelain d'Ecublens, et d'Anne Jeanne Surdel. Il épouse Jeanne Marie Bournet. Il est notaire et curial de Prilly entre 1797 et 1798. Il est également assesseur de paix en 1808 et accusateur public ad intérim en 1821.
Il séjourne l'été dans le domaine familial d'Ecublens, dont il devient le propriétaire en 1819.

### Carrière politique
Charles-Marc Secretan, qui défend des idées libérales, est conseiller municipal (exécutif) de Lausanne de 1802 à 1803 et de 1807 à 1842. Il est le syndic de Lausanne du 29 décembre 1815 à sa mort le 20 décembre 1842 et conseiller communal (législatif) de Lausanne entre 1816 et 1842 ; il en préside la première réunion en mars 1816. Il est député au Grand Conseil vaudois de 1808 à 1813 et de 1817 à 1828,.